# Martin E. Marty
Martin Emil Marty, född 5 februari 1928 i West Point, Nebraska, död 25 februari 2025 i Minneapolis, Minnesota, var en amerikansk luthersk religionsforskare som skrivit mycket om amerikansk religion under 1800- och 1900-talen. År 2004 skrev han även en biografi om Martin Luther.
Han avlade Ph.D-examen vid University of Chicago 1956 och arbetade som luthersk pastor i Chicagos förorter mellan 1952 och 1962. Mellan 1963 och 1998 undervisade han vid University of Chicago Divinity School där han senare innehade emeritusstatus.
Martin E. Marty var far till senatorn John Marty.